# Since We've Become Translucent
Since We've Become Translucent je název alba americké grungeové kapely Mudhoney, které bylo vydáno v roce 2002. Bylo to první album, které kapela vydala u Sub Popu po návratu z mnohem většího vydavatelství Reprise Records.

## Seznam skladeb
1. "Baby Can You Dig The Light?" - 8:26
2. "The Straight Life" - 3:33
3. "Where The Flavor Is" - 3:34
4. "In The Winner's Circle" - 4:27
5. "Our Time Is Now" - 3:39
6. "Dying For It" - 4:54
7. "Inside Job" - 2:52
8. "Take It Like A Man" - 2:35
9. "Crooked And Wide" - 4:54
10. "Sonic Infusion" - 7:40